# Râul Gilorțel
Râul Gilorțel este un curs de apă, afluent al râului Gilort. Se formează la confluența a două brațe: Gilorțelul Mare și Gilorțelul Mic

## Hărți
- Harta Munților Parâng [nefuncțională – arhivă]